# Tepetlaoxtoc de Hidalgo
Tepetlaoxtoc de Hidalgo, mejor conocida como Villa de Tepetlaoxtoc de Hidalgo o La Magdalena Tepetlaoxtoc, es una localidad mexicana ubicada en el Estado de México. Es cabecera del municipio de Tepetlaoxtoc. Se conforma territorialmente por cuatro demarcaciones. La primera inicia al oeste de la calle Fray Domingo de Betanzos y comprende la colonia La Era y el barrio de La Columna. La segunda demarcación inicia al este de la calle fray Domingo de Betanzos y comprende el barrio del Calvario. La tercera demarcación la integran los barrios de La Santísima y San Vicente. La cuarta demarcación comprende el barrio de La Asunción Cuahtepoztla este es conocido por el pulque y su fiesta patria hacia san sebastian

## Historia
Tomando en cuenta su importancia y tradición histórica, política y por su número de población, el 23 de abril de 1877 se elevó la cabecera a Villa de Tepetlaoxtoc de Hidalgo, siendo alcalde don Onofre Sánchez. Villa es una categoría política que se le da una localidad mayor que un pueblo y menor que una ciudad.
Las festividades religiosas más concurridas en la Villa de Tepetlaoxtoc de Hidalgo son el 22 de julio, fecha en que se honra a santa María Magdalena que se encuentra en la Parroquia y el 20 de enero venerando al Santo San Sebastián Mártir. Esta última de mucha tradición y concurrida por comunidades aledañas quienes por aproximadamente tres semanas festejan diferentes tradiciones los pobladores de la comunidad, por ejemplo, las dancitas, los tlachiqueros, los serranos, los arrieros, entre muchas otras.